# Верхньокаргино
Верхньока́ргино (рос. Верхнекаргино, башк. Үрге Ҡарғауыл) — присілок у складі Дюртюлинського району Башкортостану, Росія. Входить до складу Асяновської сільської ради.
Населення — 36 осіб (2010; 48 у 2002).
Національний склад:
- татари — 50 %
- башкири — 35 %